# 福山エンヂニヤリング
『福山エンヂニヤリング』（ふくやまエンヂニヤリング）は、2002年1月12日から同年9月21日までフジテレビ系列で放送されていたバラエティ番組である。関西テレビとイーストの共同制作。放送時間は毎週土曜 23:00 - 23:30 (JST) 。

## 概要
福山雅治のバラエティ初レギュラー番組。福山が工場長、総合演出のテリー伊藤が副工場長となり、毎回ジャンルを問わずに招かれるゲストとトークしたり、工場と呼ばれるセットでさまざまなアイテムの製作などを行ったりしていた。
放送開始前週の2002年1月5日には『魂のテレビ』と題し、ニッポン放送『福山雅治のオールナイトニッポンサタデースペシャル・魂のラジオ』との合同でニッポン放送のSKYだいばスタジオからテレビとラジオの同時生放送が行われた。
本番組で福山がカバーした曲を集めたアルバム『「福山エンヂニヤリング」サウンドトラック The Golden Oldies』（アーティスト名：FUKUYAMA ENGINEERING GOLDEN OLDIES CLUB BAND）が2002年6月に発売され、約60万枚のヒットとなった。また、福山が演歌歌手前川清に提供してヒットした曲「ひまわり」は本番組の企画から誕生した楽曲であり、後に福山がセルフカバーしている。
久本雅美がゲスト出演した2002年7月27日放送分では、『ワンナイR&R』に出演していた大山英雄が福山に扮し、福山本人と共演を果たした。

## スタッフ
- 企画部【企画】：福山雅治、グーフィ森、小野里稔（Free&Easy）
- 開発部【編成】：重松圭一（KTV）
- 文芸部【構成】：小原信治、竹内清訓
- 映像部工場班【技術】：高瀬義美（TP）、岩田一巳（CAM）、宮本学（VE）、奈良岡純一（音声）、佐藤順一（照明）
- 音響部【PA】：三浦瑞生
- 映像部編集班【EED】：村上明（McRAY）、桜井一成（ARTPLAZA）
- MA班【MA】：杉山正
- 音効班【音響効果】：岩下康洋
- 美術部【美術】：丸山覚（美術P）、増岡武宏（美術制作）、坂根洋子（美術デザイン）、秋山雷太（装置）
- 写真部【スチール】：小暮徹
- 衣裳部【衣裳】：原田学
- 美粧部【メイク】：渋谷雅子（DaB）
- 広報部【広報担当】：野手正敦（KTV）
- 現場監督【ディレクター】：中山高嘉・佐久間大介（イースト）、中澤健吾（KTV）／関眞也（グラムクリエイティブ）
- 現場責任【プロデューサー】：毛阪一洋（KTV）、梅本満・座間隆司（イースト）
- 技術協力：ニユーテレス、FLT、MIXER'S LAB、ウエストレイクスタジオ、インターナショナルクリエイティブ、McRAY、ARTPLAZA、メディアハウス
- 美術協力：アックス、ACBE
- 制作協力：アミューズ、Free&Easy、グラムクリエイティブ
- 制作：関西テレビ、イースト

## スポンサー
番組開始当初はスポーツ用品会社・MIZUNOの一社提供で放送されていたが、本番組開始3か月後の2002年3月末に同社がスポンサーを降板し、『キングズゴルフ』から26年続いたミズノ一社提供番組が終わり、同年4月からはテイジンの一社提供で放送されるようになった。

## 備考
沖縄テレビでは、番組開始当初から3か月間はネットされず、帝人の提供番組になってから日曜朝11時に放送された。また、同局での放送は一社提供ではなく、PT扱いで放送された。